# Gianfranco Gamba
Gianfranco Gamba, detto anche Franco (Milano, 18 febbraio 1949 – Milano, 5 settembre 2004), è stato un doppiatore e attore teatrale italiano.

## Biografia
Attore di formazione teatrale (negli anni settanta aveva recitato in spettacoli allestiti dal Teatro Stabile di Bolzano e dal Teatro Stabile di Torino), Gamba divenne ben presto un doppiatore professionista. Uno dei suoi doppiaggi più importanti è stato quello di Ross Marler in Sentieri di cui era la voce dal 1981, ma ha doppiato a lungo anche cartoni animati e film per il cinema. Ha dato la voce al personaggio di Jadeite, uno dei primi nemici in Sailor Moon. Nel 1999 venne scelto da Paolo Torrisi come voce dello spietato Freezer nelle serie di Dragon Ball, ruolo che riprenderà per il ridoppiaggio dei film della serie nel 2003.
Dapprima affetto dall'HIV e in seguito malato di tumore del fegato, morì a Milano il 5 settembre 2004 all'età di 55 anni.

## Doppiaggio

### Cinema
- Kieran Mulroney in Gettysburg
- Alan McKee in Mad About Mambo
- Chris Sarandon in Casa d'appuntamento di Mayflower Madam
- Patrick Bauchau in OP Center
- Adam Baldwin in La leggenda dell'isola maledetta
- Paul Le Mat in Blind Witness - Testimone nel buio

### Serie televisive
- Tony Ramos in Magia
- Walter Taiman in Un uomo due donne
- Sandayū Dokumamushi in Ultraman
- Larry Sellers in La Signora del West

### Film d'animazione
- Dragon Ball Z - Le origini del mito - Freezer (doppiaggio Mediaset)
- Dragon Ball Z - Il destino dei Saiyan - Freezer (doppiaggio Mediaset)
- Dragon Ball Z - Il diabolico guerriero degli inferi - Freezer (doppiaggio Mediaset)
- Le ali di Honneamise – Denta
- Harmagedon - La guerra contro Genma – Froi
- La grande caccia all'Uovo di Pasqua – Saber
- Samurai Spirits - Apocalisse a Edo – Hattori Hanzō

### Serie animate
- Rocket Robin Hood – Narratore
- Jem – Rio
- Ghostbusters – Jake Kong
- Insuperabili X-Men – Morph e uomo multiplo
- Michel Vaillant - Tute, caschi e velocità – Michel
- Extreme Dinosaurs - Quattro dinosauri scatenati – Bull
- Mummies Alive: quattro mummie in metropolitana – Rath
- Batman – Enigmista
- Fl-eek Stravaganza – Doc Steggy
- Arriva Paddington – Curry
- La fabbrica dei mostri – Tom
- Mostruosi marziani - Butt-Ugly Martians – dottor Disaster
- I viaggi di Gulliver – Gulliver
- La famiglia dei perché – papà
- Bobo & company – voce narrante
- Kiss Me Licia – Shiller
- L'incantevole Creamy – Pino-Pino
- Memole dolce Memole – Contelu
- Magica magica Emi – Enrico
- Prendi il mondo e vai – Giulio
- Diventeremo famose – Lando
- Rossana – padre di Eric (1ª voce)
- Luna principessa argentata – Araessa il gallo
- Alpen Rose – conte Tavernier
- Un alveare d'avventure per l'ape Magà – padre di Petunia
- Spicchi di cielo tra baffi di fumo – dottor Casella
- Una per tutte, tutte per una – Laurie
- È quasi magia Johnny – Sergei
- Che famiglia è questa Family! – Kay
- Marmalade Boy - Piccoli problemi di cuore – Jin
- Slayers – Zeno e Ziras
- Yui - Ragazza virtuale – padre di Yui
- Le voci della savana – Arturo
- Flint a spasso nel tempo – Napoleone e lord Nobunaga
- Let's & Go - Sulle ali di un turbo – mr. Gyp (2ª voce)
- Sailor Moon – Jack
- Le fiabe son fantasia – principe di Biancaneve, personaggi vari
- Pesca la tua carta Sakura – prof. Terada
- Magica Doremì – maestro di musica
- What a mess Slump e Arale – Sole e Sindaco (nel remake 1997)
- A tutto gas – Roby (2ª voce) e Daniele
- Magico Dan, super campione – presidente della Federazione
- City Hunter – Hideyuki Makimura (Jeff Mancinelli nell'edizione Italiana delle prime due serie)
- Dragon Ball – capitano Silver
- Dragon Ball Z – Freezer e personaggi minori
- Dragon Ball GT – Freezer
- Pokémon – Blaine
- Gundam Wing – Tubarov
- Sun College – sig. Jordan
- Ryo, un ragazzo contro un impero – Ludwig
- Tommy la stella dei Giants – sig. Yener
- La coppa dei dragoni – Robo (1ª voce)
- Voglia di vittoria – telecronista
- I difensori della Terra – Ly Lay
- I Cavalieri dello zodiaco – Mizar (1ª voce)
- Patlabor – Hiromi Yamazaki
- Record of Lodoss War – voce narrante
- Jane e Micci (2º doppiaggio) – Vanni
- 20000 leghe nello spazio – Ned Land
- Robotech Macross – Kyle Minmei
- Robotech Sentinel – Bill Morrison
- Robotech Mospeada – Lancer/Yellow Dancer
- Area 88 - l'anticamera dell'inferno – meccanico
- Fire Emblem – Cornelius
- Berserk – Gambino
- I Vendicatori – Visione
- Detective Conan – Gin (1ª voce)
- Sophie e Vivianne - Due sorelle e un'avventura - Maurice

## Teatro
- Amleto di William Shakespeare, regia Maurizio Scaparro, compagnia del Teatro Stabile di Bolzano, Teatro comunale di Gries-San Quirino di Bolzano (1972)[2]
- Passione 1514 di Franco Cuomo e Maricla Boggio, regia di Franco Molè, compagnia del Teatro Stabile di Bolzano, Teatro comunale di Gries-San Quirino di Bolzano (1973)[3]
- Stefano Pelloni detto il Passatore di Massimo Dursi, regia di Maurizio Scaparro, compagnia del Teatro Stabile di Bolzano, Teatro comunale Riccardo Zandonai di Rovereto (1973)[4]
- Peccato che sia una sgualdrina di John Ford, regia di Roberto Guicciardini, compagnia del Teatro Stabile di Bolzano, Teatro Olimpico di Vicenza (1974)[5]

## Filmografia
- Transeuropa express, regia di Sandro Bertossa – teleteatro (1973)[6]
- Così va il mondo, regia di Sandro Sequi – teleteatro (1975)
- Con gli occhi dell'Occidente, regia di Vittorio Cottafavi – miniserie TV (1979)
- Una questione privata, regia di Alessandro Cane – film TV (1982)[7]
- Cri Cri – serie TV, episodio 2x15 (1990)